# Colutea multiflora
Colutea multiflora är en ärtväxtart som beskrevs av Syed Irtifaq Ali. Colutea multiflora ingår i släktet blåsärter, och familjen ärtväxter. Inga underarter finns listade i Catalogue of Life.